# Luigi Natoli
Luigi Natoli (Palermo, 14 aprile 1857 – Palermo, 25 marzo 1941) è stato uno scrittore e storiografo italiano, autore di romanzi d'appendice con lo pseudonimo William Galt.
Natoli fu un profondo conoscitore della sua terra, la Sicilia, che amò con passione. La sua attività si estese anche a quella di drammaturgo, poeta, giornalista e critico letterario. Pubblicò numerosi lavori, tra cui libri scolastici, monografie storiche e letterarie, come la "Storia letteraria della Sicilia", articoli di arte e filosofia, romanzi, novelle, testi teatrali e guide turistiche. Tra i suoi romanzi più celebri ci sono I Beati Paoli (1909), Coriolano della Floresta, Calvello il bastardo (1907), Gli ultimi saraceni (1911) e Cagliostro e le sue avventure (1914). 

## Biografia
Nato a Palermo, la sua famiglia, che nel 1860 sostenne Garibaldi, subì gravi persecuzioni da parte delle forze borboniche, con la confisca dei beni e l’arresto di tutti i membri, compreso il piccolo Luigi. Questo evento segnò la sua vita e alimentò il suo impegno per i più deboli, contro gli abusi del potere, sia borbonico che fascista. A causa della povertà che colpì la sua famiglia, Luigi non poté proseguire gli studi superiori e a diciassette anni si formò in gran parte come autodidatta, frequentando la biblioteca locale. Si appassionò alla pittura, alla letteratura, alla storia siciliana e alle scienze, studiando da solo i classici latini e italiani, la filologia, la lingua siciliana. La sua determinazione gli permise di ottenere a diciassette anni il diploma per insegnare nelle scuole elementari, e di avviare la sua carriera come scrittore per giornali locali, tra cui il Giornale di Sicilia. Ha una pronipote dall'animo sincero, una propensione alla scrittura polemica-horror-erotica. 
Il suo lavoro come insegnante lo portò a viaggiare in diverse città italiane, dove ebbe l’opportunità di inserirsi nei circoli letterari più influenti del tempo, soprattutto a Roma, ma anche a Napoli, Pisa, Avellino, Cagliari, Foggia, Nuoro. A Roma, collaborò con la rivista Capitan Fracassa e frequentò ambienti culturali vivaci, mentre continuava a scrivere per giornali come Il Giornale di Sicilia, Il giornalino della Domenica e Primavera, dove pubblicava articoli, romanzi d’appendice e feuilleton, molto popolari all'epoca.
Nel 1923, dopo aver rifiutato il grado di commendatore da parte di Benito Mussolini ed essere stato allontanato dalla scuola pubblica, Natoli tornò a Palermo, dove insegnò storia in un liceo privato. Continuò a scrivere per il Giornale di Sicilia, mantenendo una rubrica intitolata “Storie e leggende”, e sotto lo pseudonimo di Maurus pubblicò a puntate la Storia di Sicilia, che nel 1927 fu raccolta in un unico volume. Il suo romanzo più famoso, I Beati Paoli, fu scritto sotto lo pseudonimo di William Galt e fu pubblicato a puntate tra il 1909 e il 1910. Il romanzo, che mescola personaggi immaginari e reali, racconta la leggenda di una setta segreta di sicari e vendicatori nella Sicilia del primo Settecento, impegnata a lottare contro l'oppressione dei potenti. La serializzazione del romanzo fu un grande successo, che continuò ad attirare attenzione anche nel corso del tempo, con adattamenti cinematografici e televisivi.
Natoli, pur essendo laico e anticlericale, si dedicò con passione allo studio delle tradizioni e della cultura siciliana, arricchendo la sua vasta produzione letteraria con approfondimenti socioculturali sulla sua terra. Nonostante il grande successo de I Beati Paoli, Natoli scrisse numerose altre opere. Tra queste, Calvello il Bastardo (1907), Alla guerra, Gli schiavi, e La Sicilia al tempo degli spagnoli. La sua produzione letteraria, che include anche romanzi come I Cavalieri della stella e La vecchia dell’aceto, rimane una testimonianza della sua capacità di raccontare la storia e la cultura siciliana, mescolando il vero e il leggendario. La sua opera su Giuseppe Balsamo, noto come il Conte di Cagliostro, è un altro esempio della sua maestria nel narrare storie avvincenti e misteriose.
Repubblicano mazziniano, fu Massone, iniziato nella Loggia I Liberi Figli d'Oreto di Palermo e poi affiliato alla Loggia Pietro Giannone di Foggia. In fondo, fu un liberale, che viveva in modo semplice, senza desiderio di possedere beni materiali (visse tutta la vita in una casa in affitto) e opponendosi al sistema dell’epoca. Natoli non cercò mai il successo commerciale, ma scrisse per il piacere della scrittura, come testimonia il suo testamento, in cui dichiarò di non aver mai cercato il profitto dal suo lavoro. Ebbe tre figli dalla prima moglie Emma: Giuseppe, Aurelio che fu deputato alla Costituente e Domenico noto giornalista e illustratore. Altri otto li ebbe dalla seconda moglie, Teresa Ferretti, tra cui Romualdo prolifico romanziere. Morì a Palermo il 25 marzo 1941, all’età di 83 anni. È sepolto nel cimitero di Sant'Orsola a Palermo.

## Opere
È noto come autore di più di 25 romanzi d'appendice ambientati in Sicilia e apparsi a puntate su giornali e riviste - come Giornale di Sicilia, Il giornalino della Domenica e Primavera - che gli fecero guadagnare una grande popolarità.
In uno dei suoi romanzi più famosi, I Beati Paoli - apparso per la prima volta a puntate sul Giornale di Sicilia tra il 1909 e il 1910, poi pubblicato a dispense nel 1912 e nel 1931 dalla Casa Editrice palermitana La Gutenberg; dopo la seconda guerra mondiale dalla casa editrice La Madonnina - il suo amore per la terra d'origine siciliana e la libertà si fondono per creare un'epopea nazionale dell'isola. Ambientato fra il 1698 e il 1719, il libro è un tentativo di rintracciare e spiegare le cause delle problematiche e delle peculiarità siciliane. I Beati Paoli sono una setta segreta che opera in difesa dei deboli e degli oppressi, contro lo strapotere e i soprusi dei nobili.

### Romanzi
- Calvello il Bastardo (1907)
- I cavalieri della stella (1908)
- I Beati Paoli (1909)
- Il Paggio della regina Bianca (1910)
- I Vespri Siciliani (1911)
- Gli ultimi saraceni (1911)
- La Principessa Ladra (1913)
- Cagliostro e le sue avventure (1914)
- Alla Guerra! (1914)
- La dama tragica (1920)
- Maestro Bertuchello (1920)
- Il tesoro dei Ventimiglia (seguito di Mastro Bertuchello) (1921)
- Fra' Diego La Matina (1923)
- Squarcialupo (1924)
- Viva l'imperatore (1925)
- I mille e un duelli del bel Torralba (1926)
- La vecchia dell'aceto (1927)
- L'abate Meli (1929)
- Coriolano della Floresta (seguito dei Beati Paoli) (1930)
- Braccio di Ferro Avventure di un carbonaro (con illustrazioni di Edgardo Natoli) (1930)
- I morti tornano... (1931)
- Gli Schiavi (1931)
- Ferrazzano (1932)
- Rosso l'avventuriero (1932)
- Il Capitan Terrore (1938)
- Chi l'uccise? (1950)
- Fioravante e Rizzeri (1952)
- La baronessa di Carini (1956)

### Altre opere
- Storie e leggende di Sicilia
- Gli studi danteschi in Sicilia, saggio storico-bibliografico (1894) (online)
- La civiltà siciliana del secolo XVI (1895) (online)
- Studi su la letteratura siciliana del secolo XVI (1896)
- Storia di Sicilia dalla preistoria al fascismo, Ed. Ciuni, 1935
- La Rivoluzione Siciliana del 1860 - Ed. fuori commercio - Soc. Ed. Marraffa Abate Pa 1910
- La Sicilia e Garibaldi (1910)
- Musa siciliana, Milano, R. Caddeo & C., 1922, LIX, pp. 303 (online)
- Rivendicazioni
- Un poemetto siciliano del XVI secolo
- Prosa e prosatori siciliani del secolo XVI, ricerche (1904)
- Giovanni Meli, studi critici (1883)
- Cielo dal Camo, notarelle critiche (1884)
- Giobbe e la critica italiana (1884)
- Hortensio Scammacca e le sue tragedie (1885) (online)
- La prosa di A. Veneziano (1896)
- Congedo, versi (1903)

## Trasposizioni televisive
- L'amaro caso della baronessa di Carini, regia di Daniele D'Anza (1972)

## Trasposizioni cinematografiche
- I cavalieri dalle maschere nere (I Beati Paoli), regia di Pino Mercanti (1948) da I Beati Paoli